# Nationaaldemocratische Partij (Egypte)
De Nationaaldemocratische Partij (Arabisch: الحزب الوطنى الديمقراطى) was een politieke partij uit Egypte. De partij werd opgericht in 1978 door president Anwar Sadat die partijvoorzitter was tot 1981. Na de moord op Sadat, werd de partij voorgezeten door president Hosni Mubarak. Deze partij regeerde onafgebroken tot 11 februari 2011.
De voorganger van de partij was de Arabische Socialistische Unie (1962-1978).